# Теймуров, Мушфиг Эльшан оглы
Мушфиг Теймуров (азерб. Müşfiq Teymurov; 15 января 1993, Евлах, Азербайджан) — азербайджанский футболист, амплуа — защитник.

## Клубная карьера
Родившийся в 1993 году в азербайджанском городе, Евлах Мушфиг Теймуров начал заниматься футболом в детской секции ФК «Карван» Евлах. Является воспитанником Футбольной академии «Габала», где начинал свои выступления в 2009 году.

### Чемпионат
Статистика выступлений в чемпионате Азербайджана по сезонам:
| № | Сезон       | Клуб        | Игр | Голов | В запасе |
| - | ----------- | ----------- | --- | ----- | -------- |
| 1 | 2010 / 2011 | ФК «Габала» | 0   | 0     | 1        |
| 2 | 2011 / 2012 | ФК «Габала» | 0   | 0     | 1        |
| 3 | 2012 / 2013 | ФК «Габала» | 3   | 0     | 6        |
| 4 | 2013 / 2014 | ФК «Габала» | 10  | 1     | 8        |
| 5 | 2014 / 2015 | ФК «Габала» | 0   | 0     | 0        |

### Кубок
Статистика выступлений в Кубке Азербайджана по сезонам:
| № | Сезон       | Клуб        | Игр | Голов | В запасе |
| - | ----------- | ----------- | --- | ----- | -------- |
| 1 | 2012 / 2013 | ФК «Габала» | 1   | 0     | 1        |
| 2 | 2013 / 2014 | ФК «Габала» | 2   | 0     | 1        |

## Еврокубки
Был в заявке ФК «Габала» для участия в Лиге Европы УЕФА сезона 2014/2015 годов.

## Достижения
- 2014 год — финалист Кубка Азербайджана сезона 2013/2014 годов в составе ФК «Габала».

## Сборная
В 2011 году был призван в состав юношеской сборной Азербайджана до 19 лет. Дебютировал в составе сборной в квалификационном матче Чемпионата Европы УЕФА 6 октября 2011 года в матче против сборной Швеции. Провел на поле все 90 минут матча.